# 楽巌寺雅方
楽巌寺 雅方（がくがんじ まさかた）は、戦国時代から安土桃山時代にかけての武将。望月氏、後に武田氏の家臣。信濃国佐久郡楽巌寺城主。軍記物類や近世の地誌は名を「額岩寺駿河守光氏」とする。

## 略歴

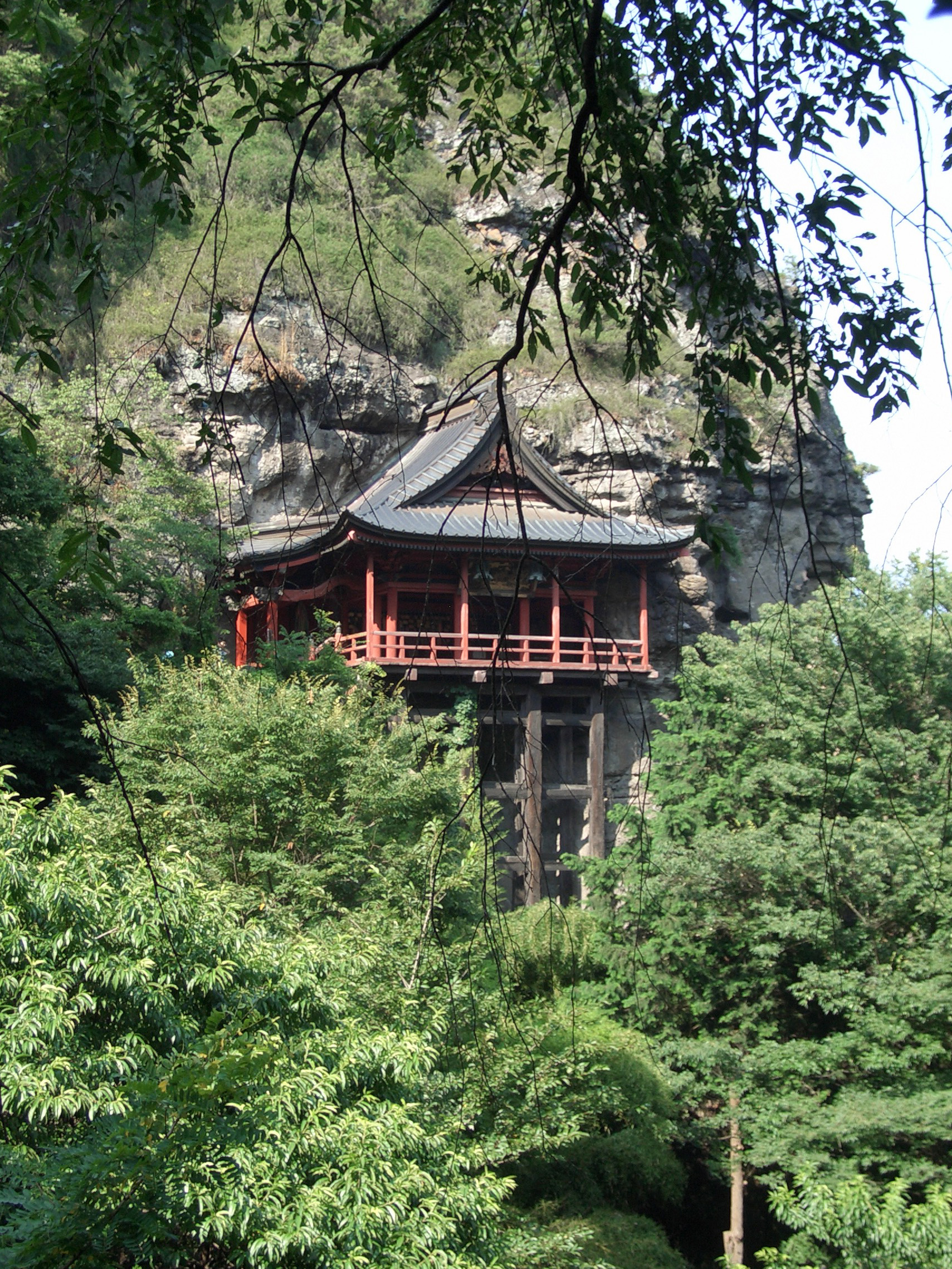
釈尊寺・観音堂

雅方は釈尊寺の寺房の一つ・楽巌寺の僧侶だったといい、法師武者の類だったとする説もある。信濃国佐久郡の国人「佐久衆」に属し、同郡望月氏の被官だった。諱の「雅」の字は望月信雅から賜ったものと解せる。望月氏は天文16年（1547年）頃に甲斐武田氏に降ったが雅方は同心せず、布引城主・布下雅朝らとともに信濃村上氏に属するようになった。
天文17年（1548年）2月14日の上田原の戦いでは、村上方の先鋒を務めたとある（『甲陽軍鑑』）。同年、楽巌寺城や布引城が落城。『高白斎記』の9月26日条には、望月旧臣の兵が布下城奪還を企てて失敗しているが、これは雅方や布下雅朝の手の者と考えられる。その後は村上氏の戸石城に移ったらしく、いわゆる砥石崩れでも城方の守将だったという。
天文22年（1553年）敗勢となった村上義清が越後国の長尾氏の下に走ったため、雅方はこの前後に武田氏に従属した。なお『甲陽軍鑑』は天文23年（1554年）に村上旧臣の楽巖寺某が越後への内通嫌疑により、飯富昌景（山県昌景）の手で成敗されたとされるが、これは雅方の事績と符合しない。弘治4年（1558年）3月7日に望月信雅が釈尊寺（長野県小諸市）を再興した際の棟札に「宗栄楽厳寺」の名が見られる。永禄10年（1567年）8月7日、信濃国衆は武田氏に対する忠節を誓う下之郷起請文を生島足島神社に奉納したが、雅方は譜代家老・金丸昌続（土屋昌続）に起請文を提出している。

## 登場作品
- 『風林火山』（2007年、NHK大河ドラマ、演：諏訪太朗）